# Liste der Steinkreuze im Landkreis Bamberg
Diese sortierbare Liste enthält Steinkreuze (Sühnekreuze, Kreuzsteine etc.) des oberfränkischen Landkreises Bamberg in Bayern. Die Liste ist möglicherweise unvollständig.

## Liste bekannter Steinkreuze
| Bild           | Objekt                       | Kurzbeschreibung                                                                                                  | Material  | Abmessungen Höhe:Breite:Dicke | Entstehung          | BLfD-Referenz  | Gemeinde/Stadt                      | Koordinaten                      | Bemerkung                                         |
| -------------- | ---------------------------- | --- | --------- | ----------------------------- | ------------------- | -------------- | ----------------------------------- | -------------------------------- | ------------------------------------------------- |
|                | Kreuzstein Altendorf         | Kreuzstein. siehe auch: Suehnekreuze.de                                                                           | Sandstein | 145:80:28                     | spätmittelalterlich | D-4-71-111-14  | Altendorf / -                       | 49° 48′ 26,4″ N, 11° 0′ 9,8″ O   |                                                   |
|                | Steinkreuz Altendorf         | Steinkreuz auf Halbkreisbogen. siehe auch: Suehnekreuze.de                                                        | Sandstein | 165:87:30                     | ?                   |                | Altendorf / -                       | 49° 59′ 54″ N, 10° 48′ 52″ O     |                                                   |
|                | Kreuzstein Rothof            | Kreuzstein mit drei lateinischen Kreuzen, obere Ecken abgeschlagen. siehe auch: Suehnekreuze.de                   | Sandstein | 78:43:22                      | ?                   |                | Bischberg / Rothof                  | 49° 53′ 20,9″ N, 10° 49′ 12,3″ O | als Baudenkmal D-4-71-117-46 gestrichen.          |
|                | Steinkreuz Rothof            | Steinkreuz mit langem Kopfteil und vier eingeritzten Kreuzzeichen. siehe auch: Suehnekreuze.de                    | Sandstein | 94:68:32                      | ?                   | D-4-71-117-47  | Bischberg / Rothof                  | 49° 52′ 56,1″ N, 10° 49′ 39″ O   |                                                   |
|                | Kreuzstein Unteroberndorf    | Kleiner verwitterter Kreuzstein. siehe auch: Suehnekreuze.de                                                      | Sandstein | 80:50:25                      | ?                   |                | Breitengüßbach / Unteroberndorf     | 49° 59′ 25,9″ N, 10° 54′ 27,4″ O |                                                   |
|                | Steinkreuz Unteroberndorf    | Steinkreuz. siehe auch: Suehnekreuze.de                                                                           | ?         | ?                             | ?                   |                | Breitengüßbach / Unteroberndorf     | 49° 58′ 53,9″ N, 10° 54′ 22,5″ O |                                                   |
|                | Kreuzstein Ampferbach        | Kreuzstein, lat. Kreuz auf Bogensockel siehe auch: Suehnekreuze.de                                                | Sandstein | 132:77:19                     | ?                   |                | Burgebrach / Ampferbach             | 49° 50′ 46,2″ N, 10° 43′ 26,2″ O |                                                   |
|                | Steinkreuz Dietendorf        | Steinkreuz mit tief eingeritzten gabelähnlichen Zeichen. siehe auch: Suehnekreuze.de                              | Sandstein | 145:75:20-36                  | ?                   |                | Burgebrach / Dietendorf             | 49° 50′ 49,8″ N, 10° 44′ 11,4″ O |                                                   |
|                | Steinkreuz Grasmannsdorf     | Verwittertes Steinkreuz ohne Kopfstück. siehe auch: Suehnekreuze.de                                               | Sandstein | 70:62:20-12                   | ?                   |                | Burgebrach / Grasmannsdorf          | 49° 50′ 1,2″ N, 10° 45′ 32,1″ O  |                                                   |
|                | Kreuzstein Kötsch            | Kreuzstein, vorne erhabenes lateinisches Kreuz, stark verwittert. siehe auch: Suehnekreuze.de                     | Sandstein | 63:58:20                      | spätmittelalterlich | D-4-71-122-51  | Burgwindheim / Kötsch               | 49° 49′ 24,9″ N, 10° 38′ 17,1″ O |                                                   |
|                | Kreuzstein Mittelsteinach    | Kreuzstein, beide Seiten lateinisches Kreuz. siehe auch: Suehnekreuze.de                                          | Sandstein | 170:65:24                     | ?                   |                | Burgwindheim / Mittelsteinach       | 49° 48′ 48,3″ N, 10° 32′ 52,9″ O |                                                   |
|                | Bruderkreuz                  | Steinkreuz-Fragment, rechte Arm und Schaft fehlt. siehe auch: Suehnekreuze.de                                     | Sandstein | 63:55:18                      | ?                   | D-4-71-122-44  | Burgwindheim / Schrappach           | 49° 47′ 43,8″ N, 10° 34′ 2,7″ O  |                                                   |
|                | Kreuzstein Ebrach            | Gut erhaltener rechteckiger Kreuzstein. siehe auch: Suehnekreuze.de                                               | Sandstein | 108:75:17-10                  | ?                   | D-4-71-128-26  | Ebrach / -                          | 49° 50′ 20,8″ N, 10° 29′ 36,5″ O |                                                   |
|                | Immunitätsstein 2            | Steinplatte mit Einritzungen, im oberen Teil nasenbesetztes Kreuz. siehe auch: Suehnekreuze.de                    | Sandstein | 120:70:20                     | ?                   |                | Ebrach / -                          | 49° 50′ 52,2″ N, 10° 29′ 46,9″ O |                                                   |
|                | Immunitätsstein 1            | Kreuzstein mit Rand und gotischem Nasenkreuz im Flachrelief. siehe auch: Suehnekreuze.de                          | Sandstein | 117:80:?                      | 16. Jahrhundert     | D-4-71-128-17  | Ebrach / -                          | 49° 50′ 54,4″ N, 10° 29′ 50,5″ O |                                                   |
|                | Die Füllerin                 | Verwittertes Steinkreuz, linker Arm und Kopf teilweise abgeschlagen. siehe auch: Suehnekreuze.de                  | Sandstein | 82:77:20                      | ?                   |                | Ebrach / -                          | 49° 50′ 3,9″ N, 10° 32′ 45″ O    |                                                   |
|                | Steinkreuz Buch              | Steinkreuz, linker Arm und Kopfteil leicht abgeschlagen. siehe auch: Suehnekreuze.de                              | Sandstein | 110:72:22                     | ?                   | D-4-71-128-45  | Ebrach / Buch                       | 49° 49′ 25,9″ N, 10° 29′ 18,2″ O |                                                   |
| weitere Bilder | Schwedenkreuz Großbirkach    | Kleines Steinkreuz, rechter Arm abgeschlagen. siehe auch: Suehnekreuze.de                                         | Sandstein | 73:37:18                      | ?                   |                | Ebrach / Großbirkach                | 49° 47′ 55,4″ N, 10° 29′ 13,3″ O |                                                   |
|                | Steinkreuz Siegendorf        | Kreuzstein mit erhabenem nasenbesetztem lateinisches Kreuz. siehe auch: Suehnekreuze.de                           | Sandstein | 80:53:36                      | ?                   | D-6-78-164-46  | Ebrach / Siegendorf                 | 49° 50′ 15,3″ N, 10° 27′ 4,1″ O  |                                                   |
|                | Kreuzstein Winkelhof         | Kreuzstein, mit erhabenem lateinisches Kreuz. siehe auch: Suehnekreuze.de                                         | Sandstein | 75:60:24                      | ?                   |                | Ebrach / Winkelhof                  | 49° 49′ 17,9″ N, 10° 30′ 4,9″ O  |                                                   |
|                | Schwedenkreuz                | Steinkreuz, im Kopfstück lateinisches Kreuz eingeritzt. siehe auch: Suehnekreuze.de                               | Sandstein | 69:75:23                      | ?                   |                | Ebrach / Winkelhof                  | 49° 48′ 25,3″ N, 10° 30′ 40,9″ O |                                                   |
|                | Steinkreuz Frensdorf         | Steinkreuz. siehe auch: Suehnekreuze.de                                                                           | ?         | ?                             | 17. Jahrhundert     | D-4-71-131-11  | Frensdorf / -                       | 49° 49′ 47,3″ N, 10° 52′ 4,8″ O  | unklare Lage.                                     |
|                | Peststein                    | Steinkreuz. siehe auch: Suehnekreuze.de                                                                           | Sandstein | 95:?:?                        | nach 1602           | D-4-71-131-40  | Frensdorf / -                       | 49° 49′ 25,8″ N, 10° 51′ 55,1″ O |                                                   |
| weitere Bilder | Kreuzstein in Herrnsdorf     | Kreuzstein, auf Vorderseite erhabenes lateinisches Kreuz, auf Oberseite Einkerbungen. siehe auch: Suehnekreuze.de | Sandstein | 108:58:26                     | spätmittelalterlich | D-4-71-131-66  | Frensdorf / Herrnsdorf              | 49° 47′ 31,2″ N, 10° 53′ 8,4″ O  |                                                   |
|                | Kreuzstein Obergreuth        | Kreuzstein, obere Hälfte abgebrochen. siehe auch: Suehnekreuze.de                                                 | Sandstein | 82:85:18                      | ?                   |                | Frensdorf / Obergreuth              | 49° 50′ 9,4″ N, 10° 52′ 32,6″ O  |                                                   |
|                | Steinkreuz Obergreuth        | Steinkreuz, linker Arm abgeschlagen. siehe auch: Suehnekreuze.de                                                  | Sandstein | 85:45:25                      | ?                   |                | Frensdorf / Obergreuth              | 49° 49′ 48,6″ N, 10° 52′ 48,2″ O |                                                   |
|                | Kreuzstein Reundorf          | Kreuzstein. siehe auch: Suehnekreuze.de                                                                           | ?         | ?                             | ?                   |                | Frensdorf / Reundorf                | 49° 49′ 24,2″ N, 10° 52′ 57,1″ O |                                                   |
|                | Steinkreuz Vorra             | Schlankes Steinkreuz. siehe auch: Suehnekreuze.de                                                                 | Sandstein | 200:80:32                     | 17. Jahrhundert     | D-4-71-131-55  | Frensdorf / Vorra                   | 49° 49′ 26,7″ N, 10° 50′ 27,7″ O |                                                   |
|                | Drei Bäcker Stein            | Kreuzstein. siehe auch: Suehnekreuze.de                                                                           | Sandstein | 56:57:24                      | mittelalterlich     | D-4-71-195-58  | Hauptsmoor / -                      | 49° 53′ 15,5″ N, 10° 57′ 33,9″ O |                                                   |
|                | Kreuzstein Heiligenstadt     | Kreuzstein, mit griechischen Kreuz. siehe auch: Suehnekreuze.de                                                   | Kalkstein | 128:58:?                      | ?                   |                | Heiligenstadt i.OFr. / -            | 49° 51′ 51,4″ N, 11° 10′ 7,4″ O  |                                                   |
|                | Steinkreuz Greifenstein      | Steinkreuz, im Kopfteil lateinisches Kreuz eingeritzt. siehe auch: Suehnekreuze.de                                | Sandstein | 151:84:25                     | ?                   |                | Heiligenstadt i.OFr. / Greifenstein | 49° 53′ 2″ N, 11° 11′ 34,2″ O    |                                                   |
|                | Franzosenstein               | Kreuzstein, stark verwittert. siehe auch: Suehnekreuze.de                                                         | Kalkstein | 68:95:27                      | wohl 1813/14        | D-4-71-142-44  | Heiligenstadt i.OFr. / Siegritz     | 49° 51′ 4″ N, 11° 12′ 19,2″ O    |                                                   |
|                | Kreuzstein Huppendorf        | Kreuzstein, stark verwittert. siehe auch: Suehnekreuze.de                                                         | Kalkstein | 142:53:35                     | ?                   |                | Königsfeld / Huppendorf             | 49° 55′ 57,2″ N, 11° 8′ 42,6″ O  |                                                   |
|                | Reisenkreuz                  | Kreuzstein, vorne erhabenes lat. Kreuz. siehe auch: Suehnekreuze.de                                               | Kalkstein | 105:76:32                     | ?                   |                | Königsfeld / Kotzendorf             | 49° 56′ 3,6″ N, 11° 11′ 8,8″ O   |                                                   |
| weitere Bilder | Steinkreuz bei Laibarös      | Steinkreuz mit Aushöhlung für Totenlicht, auf der Rückseite erhabenes Kreuz. siehe auch: Suehnekreuze.de          | Kalkstein | 125:90:?                      | ?                   | -              | Königsfeld / Laibarös               | 49° 55′ 22″ N, 11° 6′ 37,3″ O    |                                                   |
|                | Kreuzstein Deusdorf          | Kreuzstein, links abgerundet. siehe auch: Suehnekreuze.de                                                         | Sandstein | 113:60:37                     | ?                   |                | Lauter / Deusdorf                   | 49° 58′ 47,7″ N, 10° 45′ 56,8″ O |                                                   |
|                | Kreuzstein Lisberg           | Kreuzstein mit Einritzungen. siehe auch: Suehnekreuze.de                                                          | Sandstein | 115:92:22                     | ?                   |                | Lisberg / -                         | 49° 52′ 41″ N, 10° 44′ 30″ O     |                                                   |
|                | Steinernes Kreuz             | Kreuzstein, mit erhabenen lateinischem Kreuz. siehe auch: Suehnekreuze.de                                         | Sandstein | 78:72:30                      | ?                   | D-4-71-165-30  | Oberhaid / -                        | 49° 57′ 20,2″ N, 10° 48′ 49,9″ O |                                                   |
|                | Doppelkreuz                  | Doppelkreuz. siehe auch: Suehnekreuze.de                                                                          | Sandstein | 100:73:22                     | ?                   |                | Oberhaid / -                        | 49° 55′ 54,2″ N, 10° 48′ 58,4″ O |                                                   |
|                | Hühnerstein                  | Kreuzstein mit lateinisches Kreuz und Pflugreute. siehe auch: Suehnekreuze.de                                     | Sandstein | 115:60:18                     | 15. Jahrhundert     | D-4-71-165-31  | Oberhaid / Staffelbach              | 49° 57′ 32,4″ N, 10° 48′ 25,8″ O |                                                   |
|                | Kreuzstein Staffelbach       | Kreuzstein, Replikat. siehe auch: Suehnekreuze.de                                                                 | Sandstein | 50:26:26                      | ?                   |                | Oberhaid / Staffelbach              | 49° 57′ 24,7″ N, 10° 46′ 52,3″ O |                                                   |
|                | Steinkreuz Steppach          | Steinkreuz mit verkürzten Querbalken, im Kreuzungsfeld vertieftes lateinisches Kreuz. siehe auch: Suehnekreuze.de | Sandstein | 94:52:32                      | 17. Jahrhundert     | D-4-71-172-44  | Pommersfelden / Steppach            | 49° 47′ 58,2″ N, 10° 47′ 5,7″ O  |                                                   |
|                | Steinkreuz Priesendorf       | Steinkreuz mit kurzen Querbalken, im Schaft ist eine Pflugschar eingemeißelt. siehe auch: Suehnekreuze.de         | Sandstein | 138:70:42                     | 14. Jahrhundert     | D-4-71-173-7   | Priesendorf / -                     | 49° 55′ 23,1″ N, 10° 42′ 44″ O   |                                                   |
|                | Kreuzstein Rattelsdorf       | Kreuzstein. siehe auch: Suehnekreuze.de                                                                           | ?         | ?                             | ?                   |                | Rattelsdorf / -                     | 50° 0′ 48,1″ N, 10° 53′ 32,2″ O  |                                                   |
|                | Steinkreuz Ebing 2           | Wuchtiges Steinkreuz. siehe auch: Suehnekreuze.de                                                                 | Sandstein | 97:85:35                      | mittelalterlich     | D-4-71-119-15  | Rattelsdorf / Ebing                 | 49° 59′ 30,3″ N, 10° 53′ 19,8″ O |                                                   |
| weitere Bilder | Schaumbergstein              | Kreuzstein, vorne Schaumbergschild mit Helm, Helmzier und Decke. siehe auch: Suehnekreuze.de                      | Sandstein | 203:94:25                     | 1379                | D-4-71-174-63  | Rattelsdorf / Ebing                 | 50° 0′ 7,5″ N, 10° 54′ 3″ O      |                                                   |
| weitere Bilder | Kreuzstein Ebing 1           | Hoher Kreuzstein, linke obere Ecke abgeschlagen. siehe auch: Suehnekreuze.de                                      | Sandstein | 174:77:20                     | mittelalterlich     | D-4-71-174-33  | Rattelsdorf / Ebing                 | 50° 0′ 41,6″ N, 10° 53′ 56,4″ O  |                                                   |
|                | Kreuzstein Ebing 2           | Steinblock mit auffälligen Kreuz-Reliefen. siehe auch: Suehnekreuze.de                                            | Sandstein | ?                             | ?                   |                | Rattelsdorf / Ebing                 |                                  |                                                   |
|                | Steinkreuz Ebing 1           | Steinkreuz. siehe auch: Suehnekreuze.de                                                                           | ?         | ?                             | spätmittelalterlich | -              | Rattelsdorf / Ebing                 | 50° 0′ 52,8″ N, 10° 54′ 43,5″ O  | möglicherweise abgängig, ehemals BD D-4-71-174-62 |
|                | Kreuzstein Burglesau         | Kreuzstein mit erhabenen lateinischen Kreuz. siehe auch: Suehnekreuze.de                                          | Sandstein | 83:35:38                      | ?                   |                | Scheßlitz / Burglesau               | 49° 59′ 46,5″ N, 11° 4′ 58″ O    |                                                   |
|                | Steinkreuz Aschbach          | Steinkreuz, Arme teilweise abgeschlagen. siehe auch: Suehnekreuze.de                                              | Sandstein | 100:68:20                     | spätmittelalterlich | D-4-71-220-129 | Schlüsselfeld / Aschbach            | 49° 46′ 42,6″ N, 10° 32′ 57,6″ O |                                                   |
|                | Steinkreuz Attelsdorf        | Steinkreuzm beide Arme abgeschlagen. siehe auch: Suehnekreuze.de                                                  | Sandstein | 75:35:26                      | 17. Jahrhundert     | D-4-71-220-50  | Schlüsselfeld / Attelsdorf          | 49° 45′ 4,8″ N, 10° 38′ 23,7″ O  |                                                   |
|                | Soldatengrab                 | Steinkreuz, Arme teilweise abgeschlagen, vorne Einritzung. siehe auch: Suehnekreuze.de                            | Sandstein | 102:58:16-28                  | ?                   |                | Schlüsselfeld / Debersdorf          | 49° 47′ 2,7″ N, 10° 35′ 41,6″ O  |                                                   |
|                | Steinkreuz Possenfelden      | Sehr kleines Steinkreuz. siehe auch: Suehnekreuze.de                                                              | Sandstein | 38:45:27                      | 17. Jahrhundert     | D-4-71-220-77  | Schlüsselfeld / Possenfelden        | 49° 45′ 11,2″ N, 10° 39′ 59″ O   |                                                   |
|                | Schmiedsstein                | Steinkreuz mit abgerundete Enden. siehe auch: Suehnekreuze.de                                                     | Sandstein | 100:80:23                     | 17. Jahrhundert     | D-4-71-220-78  | Schlüsselfeld / Possenfelden        | 49° 45′ 29,9″ N, 10° 40′ 6,3″ O  |                                                   |
|                | Steinkreuz Possenfelden 2    | Kleines Steinkreuz. siehe auch: Suehnekreuze.de                                                                   | Sandstein | 38:45:27                      | ?                   |                | Schlüsselfeld / Possenfelden        | 49° 45′ 6,3″ N, 10° 40′ 13,4″ O  |                                                   |
|                | Steinkreuz Possenfelden 1    | Kleines Steinkreuz mit Bruchstelle. siehe auch: Suehnekreuze.de                                                   | Sandstein | 78:85:22                      | 17. Jahrhundert     | D-4-71-220-77  | Schlüsselfeld / Possenfelden        | 49° 45′ 6,3″ N, 10° 40′ 13,4″ O  |                                                   |
|                | Kreuzstein Thüngfeld         | Kreuzstein mit erhabenen lateinisches Kreuz, stark verwittert. siehe auch: Suehnekreuze.de                        | Sandstein | 72:57:27                      | ?                   | D-4-71-220-103 | Schlüsselfeld / Thüngfeld           | 49° 45′ 15,8″ N, 10° 37′ 24,5″ O |                                                   |
|                | Kreuzstein Hartlanden        | Kreuzstein. siehe auch: Suehnekreuze.de                                                                           | ?         | ?                             | ?                   |                | Stegaurach / Hartlanden             | 49° 51′ 12,9″ N, 10° 48′ 25,7″ O |                                                   |
| weitere Bilder | Schwedenkreuz Hartlanden     | Steinkreuz mit Pflugreute, Rückseite drei Näpfchen. siehe auch: Suehnekreuze.de                                   | ?         | ?:30:?                        | spätmittelalterlich | D-4-71-191-10  | Stegaurach / Hartlanden             | 49° 51′ 13,7″ N, 10° 48′ 49,5″ O |                                                   |
|                | Kreuzstein Amlingstadt       | Kreuzstein mit Einzeichnung eines lateinischen Balkenkreuzes auf Bogen. siehe auch: Suehnekreuze.de               | Sandstein | 160:55:20                     | mittelalterlich     | D-4-71-195-35  | Strullendorf / Amlingstadt          | 49° 51′ 14,9″ N, 10° 59′ 29,3″ O |                                                   |
|                | Kreuzstein Geisfeld          | Kreuzstein, eingeritztes lateinisches Kreuz. siehe auch: Suehnekreuze.de                                          | Sandstein | 125:80:32                     | ?                   |                | Strullendorf / Geisfeld             | 49° 53′ 51,5″ N, 10° 59′ 55,4″ O |                                                   |
|                | Kreuzstein Roßdorf a. Forst  | Kreuzstein mit lateinisches Kreuz. siehe auch: Suehnekreuze.de                                                    | Sandstein | 100:60:25                     | ?                   | D-4-71-195-102 | Strullendorf / Roßdorf a. Forst     | 49° 52′ 21,7″ N, 10° 58′ 50,5″ O |                                                   |
|                | Steinkreuz Viereth-Trunstadt | Steinkreuz, Replikat. siehe auch: Suehnekreuze.de                                                                 | Sandstein | 120:70:29                     | 2010                |                | Viereth-Trunstadt / -               | 49° 54′ 48,3″ N, 10° 43′ 46,9″ O |                                                   |
|                | Steinkreuz Lauf              | Steinkreuz mit Bruchstelle. siehe auch: Suehnekreuze.de                                                           | Sandstein | 79:86:17                      | ?                   | D-4-71-214-27  | Zapfendorf / Lauf                   | 50° 0′ 13,8″ N, 10° 56′ 27,8″ O  |                                                   |
|                | Kreuzstein Lauf              | Kreuzstein, lateinisches Kreuz und eine Sichel, mehrere Näpfchen. siehe auch: Suehnekreuze.de                     | Sandstein | 151:141:37                    | ?                   |                | Zapfendorf / Lauf                   | 50° 0′ 15,3″ N, 10° 56′ 27,7″ O  |                                                   |
|                | Kreuzstein Roth              | Kreuzstein, eingeritztes lateinisches Kreuz. siehe auch: Suehnekreuze.de                                          | Sandstein | 90:62:30                      | ?                   |                | Zapfendorf / Roth                   | 49° 59′ 53,6″ N, 10° 58′ 22,3″ O |                                                   |
|                | Jungfernstein                | Kreuzstein, eingeritztes lateinisches Kreuz. siehe auch: Suehnekreuze.de                                          | Sandstein | 160:74:22                     | 1528 und 1734       | D-4-71-214-80  | Zapfendorf / Sassendorf             | 49° 59′ 21,5″ N, 10° 54′ 50,7″ O |                                                   |
|                | Kreuzstein Unterleiterbach   | Kreuzstein, Kanten leicht abgerundet. siehe auch: Suehnekreuze.de                                                 | Sandstein | 136:55:35                     | spätmittelalterlich | D-4-71-214-105 | Zapfendorf / Unterleiterbach        | 50° 2′ 12,4″ N, 10° 56′ 37,4″ O  |                                                   |
|                | Kreuzstein Unterleiterbach   | Kreuzstein, Kanten abgerundet. siehe auch: Suehnekreuze.de                                                        | Sandstein | 136:60:40                     | spätmittelalterlich | D-4-71-214-105 | Zapfendorf / Unterleiterbach        | 50° 2′ 12,4″ N, 10° 56′ 37,4″ O  |                                                   |